# Prevesa (unità periferica)
L'unità periferica di Prevesa (in greco Περιφερειακή ενότητα Πρέβεζας?) è una delle quattro unità periferiche in cui è divisa la periferia dell'Epiro. Il suo capoluogo è la città omonima.
Confina a nord con le prefetture della Tesprozia e di Giannina e ad est con quella di Arta.

## Prefettura
Prevesa era una prefettura della Grecia, abolita a partire dal 1º gennaio 2011 a seguito dell'entrata in vigore della riforma amministrativa detta Programma Callicrate
La riforma amministrativa ha anche modificato la struttura dei comuni che ora si presenta come nella seguente tabella:
| Nuovo comune | Vecchio comune | Sede       |
| ------------ | -------------- | ---------- |
| Parga        | Parga          | Kanallaki  |
| Parga        | Fanari         | Kanallaki  |
| Prevesa      | Prevesa        | Prevesa    |
| Prevesa      | Louros         | Prevesa    |
| Prevesa      | Zalongo        | Prevesa    |
| Ziros        | Anogeio        | Filippiada |
| Ziros        | Thesprotiko    | Filippiada |
| Ziros        | Kranea         | Filippiada |
| Ziros        | Filippiada     | Filippiada |

## Precedente suddivisione amministrativa
Dal 1997, con l'attuazione della riforma Kapodistrias, la prefettura di Prevesa era suddivisa in otto comuni e una comunità.
| comune      | codice YPES | capoluogo (se diverso) | codice postale |
| ----------- | ----------- | ---------------------- | -------------- |
| Anogeio     | 4301        | Gorgomylos             | 482 00         |
| Fanari      | 4308        | Kanallaki              | 480 62         |
| Filippiada  | 4309        |                        | 482 00         |
| Louros      | 4305        |                        | 480 61         |
| Parga       | 4306        |                        | 480 60         |
| Prevesa     | 4307        |                        | 481 00         |
| Thesprotiko | 4303        |                        | 483 00         |
| Zalongo     | 4302        | Kanali                 | 481 00         |
| comunità    | codice YPES | capoluogo (se diverso) | codice postale |
| Kranea      | 4304        |                        | 483 00         |